# Gåsmyrberget
Gåsmyrberget este o arie protejată (arie specială de conservare — SAC, sit de importanță comunitară — SCI) din Suedia întinsă pe o suprafață de 8,2 ha, integral pe uscat.

## Localizare
Centrul sitului Gåsmyrberget este situat la coordonatele 60°08′36″N 16°02′47″E / 60.1432°N 16.0465°E.

## Înființare
Situl Gåsmyrberget a fost declarat sit de importanță comunitară în ianuarie 1997 pentru a proteja un număr necunoscut de specii din flora spontană și fauna sălbatică aflate în arealul zonei. Situl a fost protejat și ca arie specială de conservare în martie 2011.

## Biodiversitate
Situată în ecoregiunea boreală, aria protejată conține 1 habitat natural: Taiga vestică.
La baza desemnării sitului se află un număr nedeclarat de specii protejate.